# Tuffi ai campionati mondiali di nuoto 2022 - Trampolino 3 metri maschile
La gara dei tuffi dal trampolino 3 metri maschile dei campionati mondiali di nuoto 2022 è stata disputata il 27 e 28 giugno 2022 presso la Duna Aréna di Budapest. La gara, a cui hanno preso parte 55 atleti provenienti da 33 nazioni, si è svolta in tre turni, in ognuno dei quali l'atleta ha eseguito una serie di sei tuffi.
La competizione è stata vinta dal tuffatore cinese Wang Zongyuan, mentre l'argento e il bronzo sono andati rispettivamente all'altro cinese Cao Yuan e al britannico Jack Laugher.

## Programma
| Data           | Ora (UTC+2) | Turno       |
| -------------- | ----------- | ----------- |
| 27 giugno 2022 | 09:00       | Preliminari |
| 27 giugno 2022 | 16:00       | Semifinale  |
| 28 giugno 2022 | 16:00       | Finale      |

## Risultati
| Pos.    | Atleta                  | Nazionalità     | Preliminari | Preliminari | Semifinale      | Semifinale      | Finale          | Finale          |
| Pos.    | Atleta                  | Nazionalità     | Punti       | Pos.        | Punti           | Pos.            | Punti           | Pos.            |
| ------- | ----------------------- | --------------- | ----------- | ----------- | --------------- | --------------- | --------------- | --------------- |
| Oro     | Wang Zongyuan           | Cina            | 492,00      | 1           | 547,95          | 1               | 561,95          | 1               |
| Argento | Cao Yuan                | Cina            | 418,55      | 3           | 482,50          | 2               | 492,85          | 2               |
| Bronzo  | Jack Laugher            | Gran Bretagna   | 457,80      | 2           | 469,65          | 3               | 473,30          | 3               |
| 4       | Luis Uribe              | Colombia        | 402,55      | 4           | 411,70          | 4               | 457,15          | 4               |
| 5       | Alexis Jandard          | Francia         | 401,60      | 6           | 394,40          | 8               | 427,50          | 5               |
| 6       | Shō Sakai               | Giappone        | 401,95      | 5           | 360,95          | 12              | 424,00          | 6               |
| 7       | Jules Bouyer            | Francia         | 384,75      | 12          | 406,90          | 6               | 421,70          | 7               |
| 8       | Guillaume Dutoit        | Svizzera        | 370,55      | 15          | 361,20          | 11              | 394,10          | 8               |
| 9       | Jordan Houlden          | Gran Bretagna   | 385,35      | 11          | 397,15          | 7               | 390,60          | 9               |
| 10      | Rafael Fogaça           | Brasile         | 397,30      | 7           | 383,35          | 10              | 365,40          | 10              |
| 11      | Alberto Arévalo         | Spagna          | 378,40      | 13          | 356,95          | 13              | 360,50          | 11              |
| 12      | Haruki Suyama           | Giappone        | 364,45      | 18          | 392,75          | 9               | 344,90          | 12              |
| 13      | Moritz Wesemann         | Germania        | 390,35      | 9           | 408,15          | 5               | Ritirato        | Ritirato        |
| 14      | Lorenzo Marsaglia       | Italia          | 369,10      | 16          | 355,50          | 14              | Non qualificati | Non qualificati |
| 15      | Yona Knight-Wisdom      | Giamaica        | 391,65      | 8           | 354,65          | 15              | Non qualificati | Non qualificati |
| 16      | Reinerio Escalona       | Cuba            | 366,70      | 17          | 327,05          | 16              | Non qualificati | Non qualificati |
| 17      | Alex Hart               | Austria         | 371,90      | 14          | 325,40          | 17              | Non qualificati | Non qualificati |
| 18      | Sebastián Morales       | Colombia        | 389,30      | 10          | 315,30          | 18              | Non qualificati | Non qualificati |
| 19      | Jonathan Suckow         | Svizzera        | 364,40      | 19          | Non qualificati | Non qualificati | Non qualificati | Non qualificati |
| 20      | Tyler Downs             | Stati Uniti     | 362,55      | 20          | Non qualificati | Non qualificati | Non qualificati | Non qualificati |
| 21      | Nicolás García          | Spagna          | 360,35      | 21          | Non qualificati | Non qualificati | Non qualificati | Non qualificati |
| 22      | Bryden Hattie           | Canada          | 360,00      | 22          | Non qualificati | Non qualificati | Non qualificati | Non qualificati |
| 23      | Emmanuel Vázquez        | Porto Rico      | 358,60      | 23          | Non qualificati | Non qualificati | Non qualificati | Non qualificati |
| 24      | José Ruvalcaba          | Rep. Dominicana | 358,45      | 24          | Non qualificati | Non qualificati | Non qualificati | Non qualificati |
| 25      | Lou Massenberg          | Germania        | 353,80      | 25          | Non qualificati | Non qualificati | Non qualificati | Non qualificati |
| 26      | Frandiel Gómez          | Rep. Dominicana | 351,75      | 26          | Non qualificati | Non qualificati | Non qualificati | Non qualificati |
| 27      | Yolotl Martínez         | Messico         | 350,15      | 27          | Non qualificati | Non qualificati | Non qualificati | Non qualificati |
| 28      | Sam Fricker             | Australia       | 347,30      | 28          | Non qualificati | Non qualificati | Non qualificati | Non qualificati |
| 28      | Yi Jaeg-yeong           | Corea del Sud   | 347,30      | 28          | Non qualificati | Non qualificati | Non qualificati | Non qualificati |
| 30      | Donato Neglia           | Cile            | 347,15      | 30          | Non qualificati | Non qualificati | Non qualificati | Non qualificati |
| 31      | Carson Tyler            | Stati Uniti     | 346,75      | 31          | Non qualificati | Non qualificati | Non qualificati | Non qualificati |
| 32      | Li Shixin               | Australia       | 344,90      | 32          | Non qualificati | Non qualificati | Non qualificati | Non qualificati |
| 33      | Chawanwat Juntaphadawon | Thailandia      | 333,70      | 33          | Non qualificati | Non qualificati | Non qualificati | Non qualificati |
| 34      | Mohab Ishak             | Egitto          | 329,25      | 34          | Non qualificati | Non qualificati | Non qualificati | Non qualificati |
| 35      | Muhammad Syafiq Puteh   | Malaysia        | 327,35      | 35          | Non qualificati | Non qualificati | Non qualificati | Non qualificati |
| 36      | Giovanni Tocci          | Italia          | 327,00      | 36          | Non qualificati | Non qualificati | Non qualificati | Non qualificati |
| 37      | Athanasios Tsirikos     | Grecia          | 322,85      | 37          | Non qualificati | Non qualificati | Non qualificati | Non qualificati |
| 38      | Andrzej Rzeszutek       | Polonia         | 315,35      | 38          | Non qualificati | Non qualificati | Non qualificati | Non qualificati |
| 39      | Theofilos Afthinos      | Grecia          | 312,20      | 39          | Non qualificati | Non qualificati | Non qualificati | Non qualificati |
| 40      | Diego Carquin           | Cile            | 312,15      | 40          | Non qualificati | Non qualificati | Non qualificati | Non qualificati |
| 41      | Sandro Melikidze        | Georgia         | 302,05      | 41          | Non qualificati | Non qualificati | Non qualificati | Non qualificati |
| 42      | Liam Stone              | Nuova Zelanda   | 296,60      | 42          | Non qualificati | Non qualificati | Non qualificati | Non qualificati |
| 43      | Tornike Onikashvili     | Georgia         | 284,25      | 43          | Non qualificati | Non qualificati | Non qualificati | Non qualificati |
| 44      | Jesús González          | Venezuela       | 283,90      | 44          | Non qualificati | Non qualificati | Non qualificati | Non qualificati |
| 45      | Johan Morell            | Cuba            | 281,30      | 45          | Non qualificati | Non qualificati | Non qualificati | Non qualificati |
| 46      | Frazer Tavener          | Nuova Zelanda   | 276,10      | 46          | Non qualificati | Non qualificati | Non qualificati | Non qualificati |
| 47      | Dariush Lotfi           | Austria         | 274,20      | 47          | Non qualificati | Non qualificati | Non qualificati | Non qualificati |
| 48      | Abdulrahman Abbas       | Kuwait          | 269,05      | 48          | Non qualificati | Non qualificati | Non qualificati | Non qualificati |
| 49      | Kevin Muñoz             | Messico         | 265,95      | 49          | Non qualificati | Non qualificati | Non qualificati | Non qualificati |
| 50      | Danylo Konovalov        | Ucraina         | 260,65      | 50          | Non qualificati | Non qualificati | Non qualificati | Non qualificati |
| 51      | Chew Yiwei              | Malaysia        | 255,65      | 51          | Non qualificati | Non qualificati | Non qualificati | Non qualificati |
| 52      | David Ekdahl            | Svezia          | 250,10      | 52          | Non qualificati | Non qualificati | Non qualificati | Non qualificati |
| 53      | Mostafa Reyad           | Egitto          | 238,70      | 53          | Non qualificati | Non qualificati | Non qualificati | Non qualificati |
| 54      | Rafael Borges           | Brasile         | 236,30      | 54          | Non qualificati | Non qualificati | Non qualificati | Non qualificati |
| 55      | Kamronbek Khodjimov     | Uzbekistan      | 106,65      | 55          | Non qualificati | Non qualificati | Non qualificati | Non qualificati |